# Cecilia Gessa
Cecilia Gessa (Madrid, 22 de noviembre de 1977) es una actriz, directora, guionista, productora y exactriz pornográfica española. Se hizo conocida inicialmente bajo el nombre de Celia Blanco, trabajando en la industria desde el año 2001 hasta el 2007. En 2022, recibió el Premio "Linda Chacón" al reconocimiento de la mujer por su trabajo profesional como productora y directora en el mundo del cine. Al año siguiente, en 2023, la Academia de las Artes y las Ciencias Cinematográficas de España y Greenpeace la galardonaron con el Premio Rayo Verde, por su compromiso con los valores medioambientales y sociales.

## Trayectoria
Gessa nació en Madrid en 1977. Proviene de una familia de artistas donde su bisabuelo, el pintor Sebastián Gessa y Arias destacó por su trabajo en la decoración del Palacio de Linares, actual sede de la Casa de América en Madrid. Por su parte, su abuela, Fina Gessa, comenzó su carrera como soprano lírica y después fue actriz de teatro y zarzuela. Finalmente, su padre Fernando Gessa es escritor y director teatral.
En 2000, comenzó a trabajar con el productor y director de cine pornográfico Ramiro Lapiedra, bajo el seudónimo de Celia Blanco, rápidamente alcanzando reconocimiento internacional y compartiendo escenas junto a actores famosos del medio como Nacho Vidal o Ron Jeremy. Al año siguiente, consiguieron financiación para su primer largometraje titulado La mujer pantera, inspirado en la película de cine de terror Cat People (1942) dirigida por Jacques Tourneur. Tras esta producción, Gessa firmó un contrato de exclusividad con la distribuidora Elephant Channel y realizó una serie de películas hasta 2004, cuando dejó la pornografía. En 2006, fue la madrina del I Festival Erótico de Madrid.
De forma paralela, Gessa se hizo conocida para el público general también con su seudónimo de Celia Blanco al participar en programas de televisión como Crónicas marcianas, dirigido por Javier Sardà en Telecinco. Por su presencia como colaboradora en programas de televisión así como por su experiencia en el mundo de la pornografía, le propusieron escribir en 2005 junto al periodista Guillermo Hernáiz el libro titulado Secretos de una pornostar.

### Actriz de teatro, cine y televisión
Se formó en la escuela de teatro y cine Estudio Recabarren y continuó su preparación en verso de la mano de Yayo Cáceres y con la compañía de teatro Simpañía. Sus conocimientos en canto y danza se deben a Óscar Mingorance y Karen Taft, respectivamente. También ha recibido entrenamiento actoral de Jo Kelly. En teatro, Gessa ha participado en diversas producciones como El comedor dirigida por Eduardo Recabarren, El diario de Ana Frank dirigida por Daniel García, ¿Está ocupada este silla? y Todo a su tiempo, cósmico dirigidas por Max Lemcke, y ¡Ay, que me viene! junto a Chechu Moltó y dirigida por Carlos Bardem.
En cine, Gessa participó en 2013 en la película colectiva Sequence, patrocinada por el Notodofilmfest y apadrinada por el director Montxo Armendáriz, en concreto en el cortometraje Vigilantes de los Hermanos Prada. En 2017, trabajó en el largometraje Loca Olivia a las órdenes de Mariu Bárcena como directora. Esta película, ópera prima de Bárcena, fue premiada en el festival Films Infest 2019 a mejor dirección. Posteriormente, en 2018, Gessa actuó junto a Fernando Albizu y Javier Cansado, entre otros, en el cortometraje de cine negro de David Santamaría y Rodrigo Marini titulado Un mundo salvaje.
Por su parte, en televisión, en 2008, Gessa participó en varios videoclips entre los que destaca el de la canción "Efecto Vocales" del álbum Un día en Suburbia del rapero español Nach. Posteriormente, se incorporó en 2016 al reparto de la serie televisiva La embajada de Antena 3 donde interpretaba a Lucía Cárdenas, esposa de Paco Cárdenas, interpretado por Carlos Bardem. También destacan sus intervenciones en la serie Paquita Salas de Netflix de 2018 y en la comedia sobre el confinamiento por la pandemia de COVID-19 llamada Diarios de la cuarentena de La 1 en 2020.

### Directora y productora
Gessa fundó en el año 2017 su empresa Gessas Producciones para producir y dirigir sus proyectos. Previamente, durante tres años dirigió con éxito el Festival de cortometrajes "Gessas en Corto". De los proyectos audiovisuales más destacados se encuentra su primera serie como creadora y productora titulada Relatos con-fin-a-dos, que realizó junto a Álvaro Longoria para Prime Video. Esta creación, con varios capítulos de diferentes géneros, comparten la misma temática sobre la pandemia del coronavirus.
En 2021, lanzó una campaña creada para el Día Internacional de la Mujer, que se celebra anualmente el 8 de mayo, con el título "Juntas somos más fuertes". Gessa realizó esta iniciativa con profesionales de la cultura como Ainhoa Arbizu, Carmen Ruiz, Itziar Castro, Olga Rodríguez y Pilar Bardem, entre otras para defender el feminismo. Al año siguiente, en 2022, Gessa llevó a cabo el rodaje de Despierta, un cortometraje que habla sobre el amor y el descubrimiento de la bisexualidad entre dos mujeres de más de cincuenta años. Ese mismo año, estrenó Princesa, un cortometraje sobre la violencia de género y el abuso psicológico.
De sus últimas producciones, cabe destacar el cortometraje Nuestros Hijos, en 2018, que dirigió y produjo en 2021, y fue seleccionado en más de 30 festivales de México, Colombia, India, Italia y España.

## Reconocimientos
En 2009, Gessa fue galardonada con el Premio Zootropo en Colombia a mejor actriz como protagonista del cortometraje Estación de carretera.
Posteriormente, su cortometraje Nuestros hijos, que dirigió y produjo en 2021, fue seleccionado en más de 30 festivales de México, Colombia, India, Italia y España. Entre otros, recibió el Premio del público y mejor interpretación en el XXII Festival curtas de Noia y el Premio Picazo del público en el XIX Festival de cine solidario de Zaragoza, el Premio Pilar Bardem al mejor al mejor corto de igualdad de género, en la Muestra de cortos de la Asociación de Cine Bardem.
En 2022, Gessa recibió el Premio "Linda Chacón" al reconocimiento de la mujer por su trabajo profesional como productora y directora en el mundo del cine. Este galardón se enmarca en la 20 edición del Certamen Internacional de Cortometrajes 'El Pecado', organizado por la Asociación Cultural Mórrimer y el Ayuntamiento de Llerena, con la colaboración de la Diputación Provincial de Badajoz, la Junta de Extremadura y la Filmoteca de Extremadura. También en 2022, formó parte del jurado oficial de la 34 edición del Festival de Cine de L’Alfàs del Pi, en Alicante.
Al año siguiente, en 2023, Gessa fue galardonada con el Premio Rayo Verde, creado por la Academia de las Artes y las Ciencias Cinematográficas de España y la ONG ecologista Greenpeace para reconocer a a profesionales del cine español por su compromiso con los valores medioambientales y sociales.

## Obra (selección)

### Como actriz

#### Teatro
- 2016 – El salto del tigre.
- 2017 – Casta, peste y eternidad.
- 2017 – Giros del destino.
- 2018 – Mejores amigas.
- 2018 – Extafadas.

#### Cine
• 2001 - La mujer pantera
• 2002 - Hotel Lolita 8: El Spot
• 2003 - Las lágrimas de Eros
• 2005 - Motel Freaks
- 2017 - Loca Olivia
- 2018 - Un mundo salvaje (cortometraje)

#### Televisión
| Año  | Serie                    | Canal     | Personaje  | Notas       |
| ---- | ------------------------ | --------- | ---------- | ----------- |
| 2007 | RIS Científica           | Telecinco |            | 1 episodio  |
| 2009 | Bicho malo (nunca muere) | Neox      |            | 3 episodios |
| 2016 | La embajada              | Antena 3  | Lucía      | 5 episodios |
| 2017 | La que se avecina        | Telecinco |            | 1 episodio  |
| 2018 | Paquita Salas            | Netflix   | Ella misma | 1 episodio  |
| 2020 | Diarios de la cuarentena | La 1      | Cecilia    | 8 episodios |